# Маскаренски острови
Маскаренски острови (англ. Mascarene Islands, фр. Mascareignes, порт. Ilhas Mascarenhas) са архипелаг в Индийския океан, разположен на 650 км източно от остров Мадагаскар и включващ островите Реюнион (Réunion), Мавриций (Mauritius) и Родригес (Rodrigues). Понякога към Маскаренските острови се отнасят и групата острови Каргадос-Карахос (Cargados Carajos), разположени на север.
Маскаренските острови имат вулканичен произход. Обкръжени са от коралови рифове. Представляват отделен екорегион с уникална флора и фауна.
Остров Реюнион е задморски департамент на Франция, а останалите острови съставят държавата Мавриций, влизаща в Общност на нациите.
На островите се произвеждат и добиват захар, ром, кокосови орехи, копра, ванилия и алоеви фибри.
По-голямата част от населението са потомци на индийци, но там също живеят и афро-френски креоли, французи и англичани.
Островите са открити от Педро Маскарена през 1507 г. Заедно с Реюнион, Мавриций, Родригес представляват удобен изходен пункт за Индия. Екипажите на корабите попълвали запасите си. На Маскаренските острови се е срещала птицата Додо (Raphus cucullatus). За много кратко време са унищожени Гигантските костенурки, които живеели на архипелага, както и няколко вида тюлени.